# Dave Marit
Pour les articles homonymes, voir Marit.
Dave Marit est un homme politique provincial canadien de la Saskatchewan. Il représente la circonscription de Wood River à titre de député du Parti saskatchewanais depuis 2016.